# Грачёв, Александр Васильевич
Алекса́ндр Васи́льевич Грачёв (род. 1961, Москва) — российский физик, преподаватель, доцент кафедры общей физики физического факультета МГУ. Является автором известного учебного методического курса по школьной физике для 7—11 классов. Член комиссии олимпиады для школьников «Ломоносов», автор ряда олимпиадных задач по школьной физике, а также задач для ДВИ МГУ по физике.

## Биография
Родился 18 марта 1961 года в Москве. Окончил физико-математическую школу № 2 Октябрьского района и поступил на физический факультет МГУ, который окончил в 1984 году.
Кандидат физико-математических наук (1992); тема диссертации: «Спектрально-кинетические исследования релаксационных процессов возбуждённых молекул красителей и их ассоциатов в полимерных средах».
Лауреат Ломоносовской премии МГУ (2008) за педагогическую деятельность.
Область научных интересов: молекулярная люминесценция и спектроскопия, физика полимеров. Автор более 150 научных и методических работ. Соавтор патента на «Фотоэлектрический преобразователь».

## Научные труды

### Учебники, учебно-методическая литература
- Физика 7 класс, учебник для общеобразовательных школ, издание 5, переработанное. Грачев А. В., Погожев В. А., Селиверстов А. В. место издания Издательский центр «Вентана-Граф» Москва, ISBN 978-5-360-07045-0, 288 с.
- Физика-8, учебник для общеобразовательных школ, издание 4, переработанное. Грачев А. В., Погожев В. А., Вишнякова Е. А. место издания Издательский центр «Вентана-Граф» Москва, ISBN 978-5-360-07123-5, 320 с.
- Физика-9, учебник для общеобразовательных школ, издание 3, исправленное и дополненное. Грачев А. В., Погожев В. А., Боков П. Ю. место издания Издательский центр «Вентана-Граф» Москва, ISBN 978-5-360-09904-8, 978-5-360-10188-8, 368 с.
- Физика: 10 класс: базовый и углубленный уровни: учебник для учащихся общеобразовательных организаций, 4-е изд., пересмотр. Грачев А. В., Погожев В. А., Салецкий А. М., Боков П. Ю. место издания Издательский центр «Вентана-Граф» Москва, ISBN 978-5-360-10163-5, 464 с.
- Физика-11, учебник для общеобразовательных школ (базовый и профильный уровни), издание 3-е, стереотипное. Грачев А. В., Погожев В. А., Салецкий А. М., Боков П. Ю. место издания Издательский центр «Вентана-Граф» Москва, ISBN 978-5-360-09019-9, 464 с.

### Общий перечень трудов
Автор 30 статей, 79 книг, 13 докладов на конференциях, 12 тезисов докладов, 25 учебных курсов.

## Преподавательская деятельность
Является одним из самых популярных у студентов преподавателей во время сессии. Входит в топ преподавателей физфака по опросам официального студенческого сайта «Дубинушка», занимая 13 место.